# حمله عثمانی به جزایر بالئاری (۱۵۵۸)
حمله عثمانی به جزایر بالئاری (Ottoman invasion of the Balearic Islands) توسط امپراتوری عثمانی در سال ۱۵۵۸ علیه قلمرو هابسبورگ اسپانیا در جزایر بالئاری انجام شد.

## زمینه
عثمانی‌ها قبلاً بارها به جزایر بالئاری حمله کرده بودند، مانند حمله ۱۵۰۱ عثمانی به جزایر بالئاری. سپس حملات به پولنسا (در سال ۱۵۳۱ و ۱۵۵۰)، ماهون در سال ۱۵۳۵، آلکودیا (۱۵۵۱)، وایده‌موسا (۱۵۵۲)، آندراتکس (۱۵۵۳) و سویر (۱۵۶۱) ادامه یافت. حملات عثمانی تنها پس از جنگ لپانتو در سال ۱۵۷۱ کاهش یافت، اگرچه تا قرن ۱۷ ادامه داشت.